# Шкурупій Андрій Віталійович
Андрій Віталійович Шкурупій (нар. 12 серпня 1970) — український футболіст, півзахисник.
Вчитель фізичної культури в Ліцеї імені Олени Пчілки м. Ковель, Волинської області[джерело?].

## Життєпис
Футбольну кар'єру розпочав у 1992 році в складі аматорського клубу «Підшипник» (Луцьк). Того ж року виїхав до Польщі. З 1992 по 1994 рік виступав у клубі першої ліги «Погонь» (Седльце) та нижчоліговому «Блакитни Кельце». Другу частину сезону 1994/95 років провів в луцькому «Підшипнику».
Сезон 1995/96 років розпочав у «Поліграфтехніці». Дебютував в олександрійській команді 28 серпня 1995 року в нічийному (1:1) домашньому поєдинку 7-о туру Першої ліги проти алчевської «Сталі». Андрій вийшов на поле на 71-й хвилині, замінивши Володимира Максімова. Потім виступав у херсонському «Кристалі», а також аматорському клубі «Ковель». 
У 1997 році виступав у першому дивізіоні чемпіонату Росії в команді «Уралан». У 1998 році в складі «Уралана» ставав чемпіоном Росії в 1-й лізі. Отримав знання Майстер спорту Росії.
У 1999 році перейшов у СК «Миколаїв», де 3 квітня 1999 року в грі проти маріупольського «Металурга» (0:3) дебютував у вищій лізі чемпіонату України. Всього за миколаївську команду зіграв в 78 матчах, з них 12 у вищій лізі. Забив 12 м'ячів, в числі яких трьохсотий м'яч «корабелів» у першій лізі в ворота «Динамо-2». Єдиний дубль в кар'єрі оформив у ворота луцької «Волині». Футбольну кар'єру завершив у 2001 році в футболці «Ковель-Волині».